# Charles Filiger

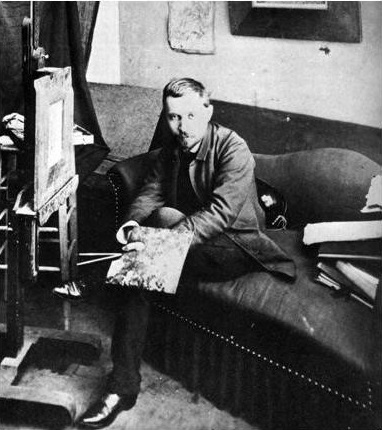
Filiger in zijn studio te Parijs, 1888

Charles Filiger (Thann, 28 november 1863 - Brest, 11 januari 1928) was een Frans kunstschilder. Hij maakte deel uit van Paul Gauguins post-impressionistische School van Pont-Aven maar wordt vooral gerekend tot het symbolisme.

## Leven en werk
Filiger was de zoon van een fabrikant van behangpapier in Mulhouse en studeerde aanvankelijk decoratieve kunst. Later ging hij naar de Académie Colarossi in Parijs. In 1888 vertrok hij naar Pont-Aven en vestigde zich uiteindelijk in Le Pouldu. Hij ontmoette er Paul Gauguin en sloot zich aan bij diens 'School van Pont-Aven', de kunstenaarskolonie waartoe ook Paul Sérusier, Charles Laval, Meijer de Haan, Jan Verkade, Armand Séguin, Henry Moret en Émile Jourdan behoorden. Ook werkte hij samen met de schilders van Les Nabis. Hij kreeg een maandelijkse toelage van de mecenas graaf Antoine de La Rochefoucauld en exposeerde in Parijs bij de Société des Artistes Indépendants, Le Barc de Boutteville en Salon de la Rose-Croix.
Filiger werd in eerste instantie beïnvloed door Émile Bernard, maar zijn karakteristieke abstracte, soms bijna simplistische vormgebruik, maakte hem tot een buitenbeentje in Pont-Aven, waar zijn collega-schilders voornamelijk schilderden in een post-impressionistische stijl. Later zou zijn werk worden ingedeeld bij het symbolisme. Hij vond zijn thema's in bij de kust en op het platteland van Bretagne, maar koos ook vaak voor mystieke onderwerpen, in de traditie van de Italiaanse renaissance-schilders.  In zijn tekening van gezichten legt hij opvallend weinig expressie.
Na het vertrek van Gauguin uit Pont-Aven, in 1895, viel de kolonie uit elkaar. Filigers aanvankelijke succes liep terug en nadat La Rochefoucauld zijn toelage had gestopt raakte hij in armoede. Hij kreeg problemen met alcohol en drugs en verbrak het contact met vrijwel al zijn vrienden. Hij woonde in diverse kleinere plaatsen in Bretagne, vaak in herbergen en hotels, en overleed uiteindelijk in 1928, na een opname voor zijn alcoholisme, te Brest.
Filiger werd in 1948 herontdekt door André Breton, die hem als surrealist 'avant la lettre' bestempelde en diverse van zijn schilderijen verwierf. Werk van Filiger bevindt zich tegenwoordig onder andere in het Louvre te Parijs, het Musée des beaux-arts de Rennes, het Musée d'Art moderne et contemporain te Straatsburg en het Musée des beaux-arts de Pont-Aven.

## Galerij

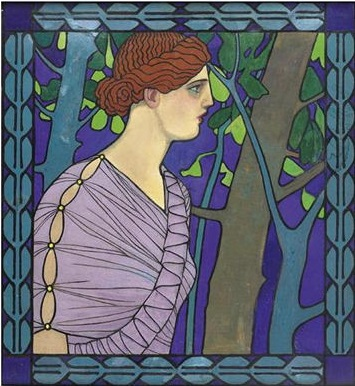
Femme dans un sous-bois
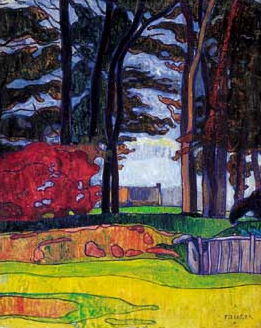
Bretons landschap
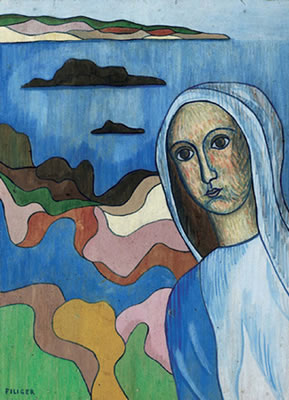
De maagd
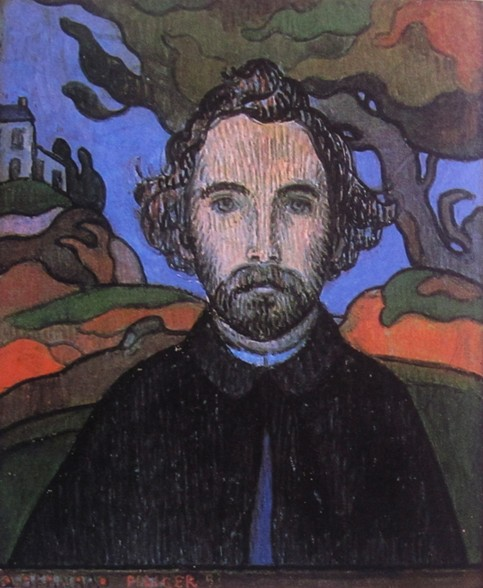
Émile Bernard
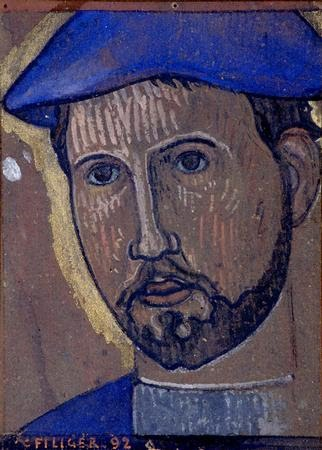
Hoofd van een Bretonse man met baret
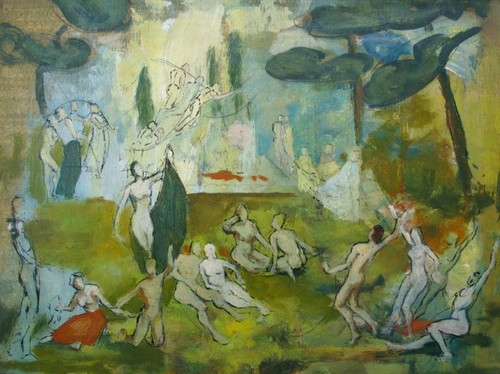
Naakten in een abstract landschap
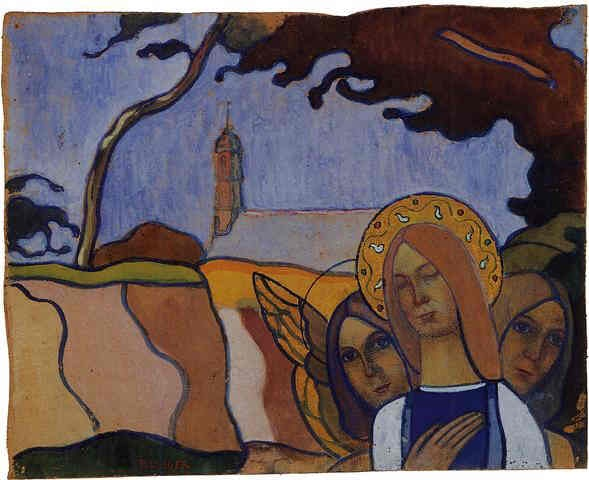
Maagd en twee engelen
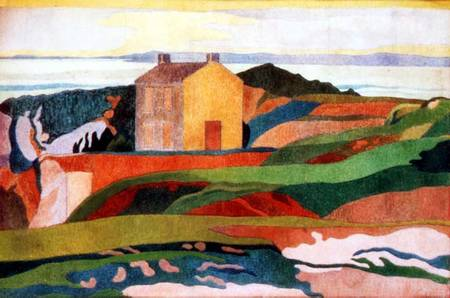
Het huis van de beul
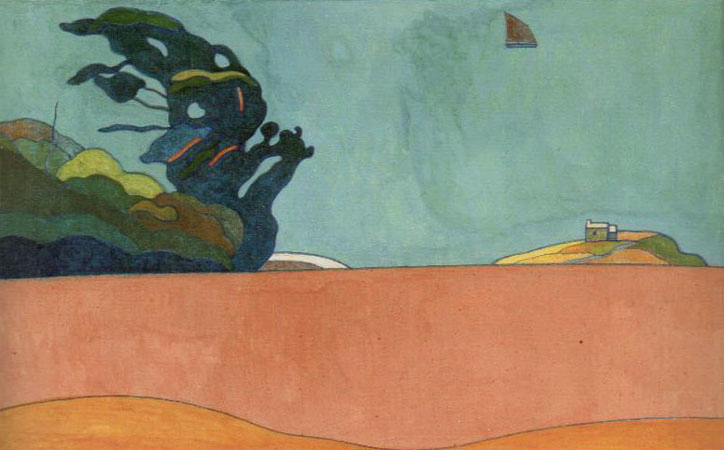
Pouldu landschap
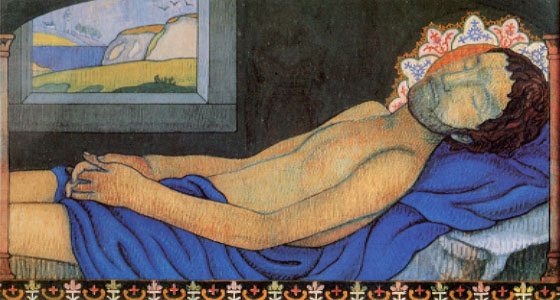
Christus